# Barcelona–Girona–Portbou-vasútvonal
A Barcelona–Girona–Portbou-vasútvonal egy egy 162,1 km hosszú, kétvágányú, 3 kV egyenárammal villamosított 1 668 mm nyomtávolságú  vasútvonal a Barcelona és Portbou között Spanyolországban.
Tulajdonosa az ADIF, a járatokat az RENFE üzemelteti.

## Története
A vasútvonal 1858 és 1878 között épült meg, villamosítása 1981 és 1982 között történt meg.

## Képgaléria

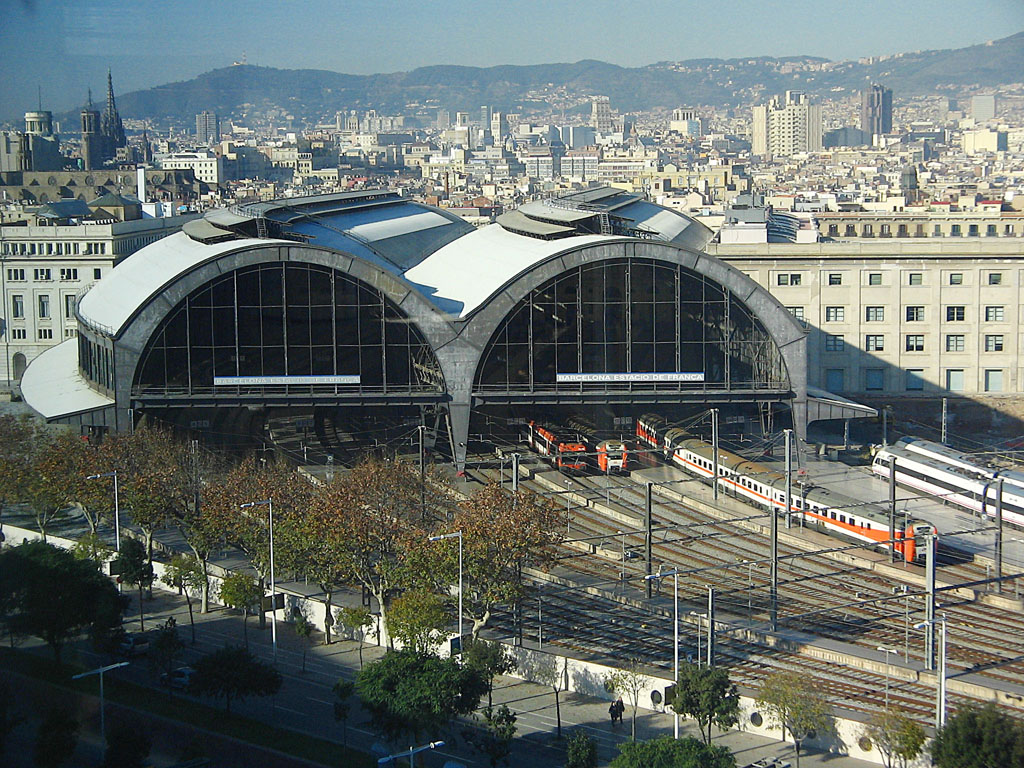
Estació de França
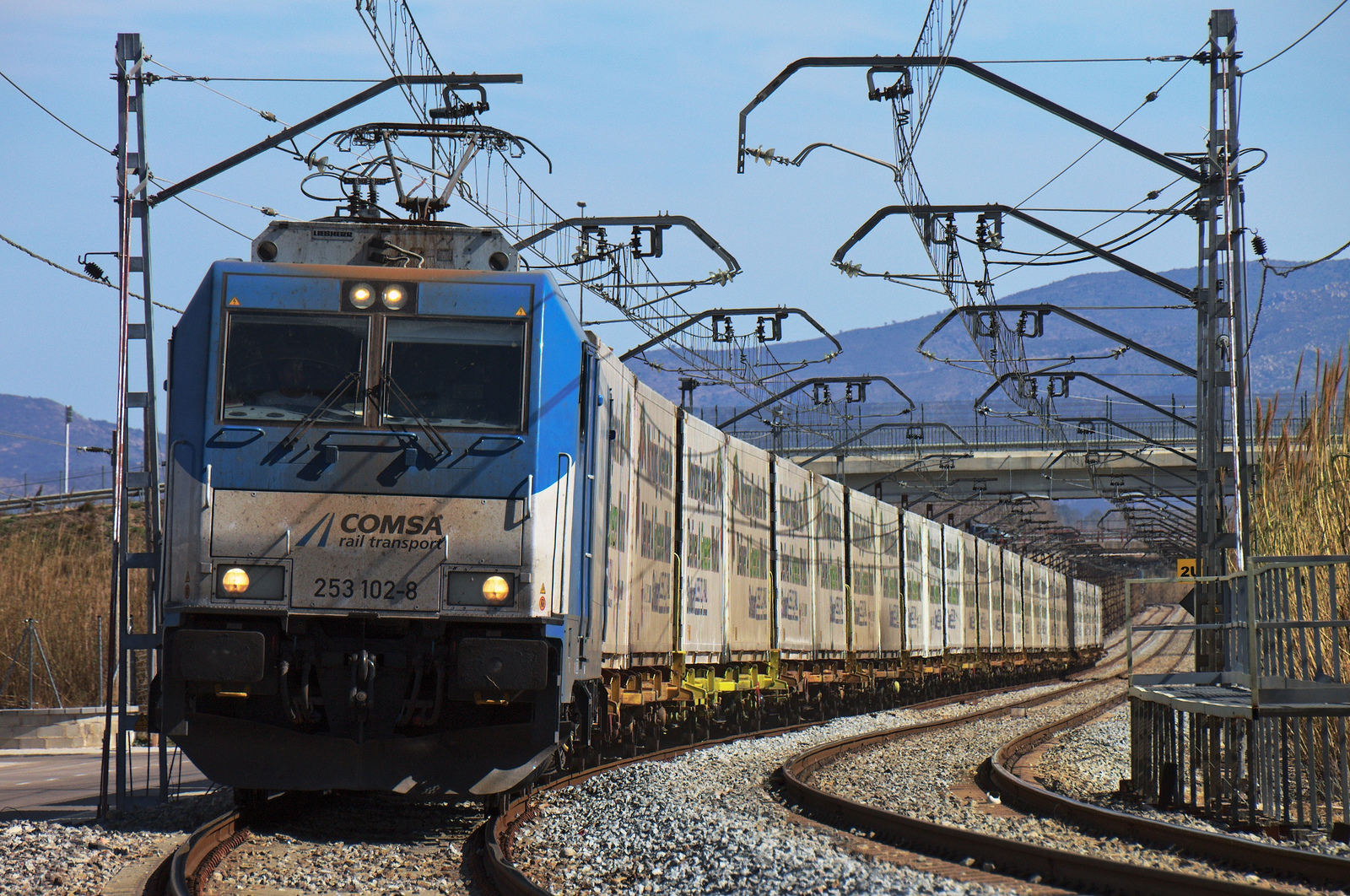
Tehervonat a vonalon
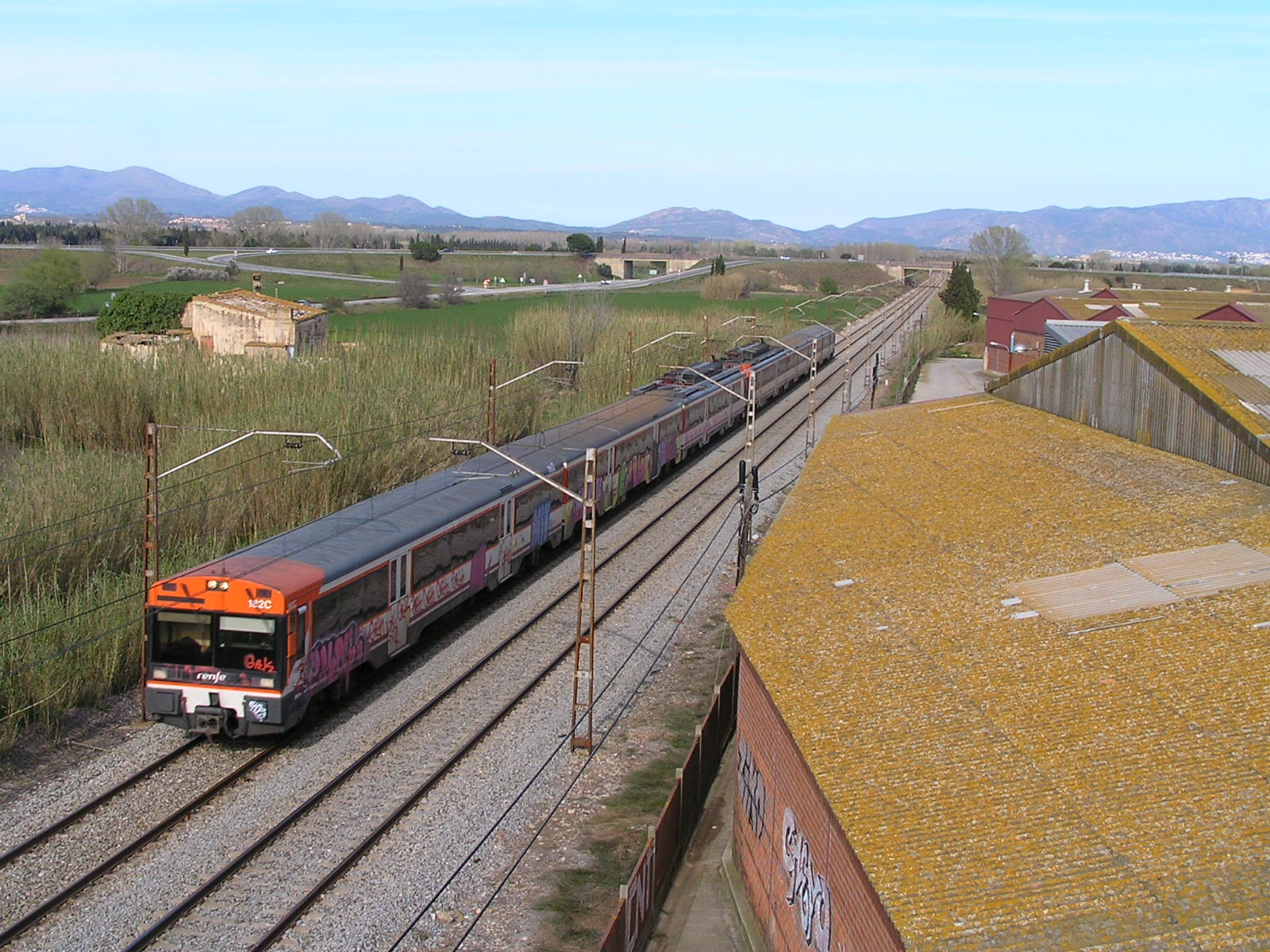
Regionális vonat a vonalon
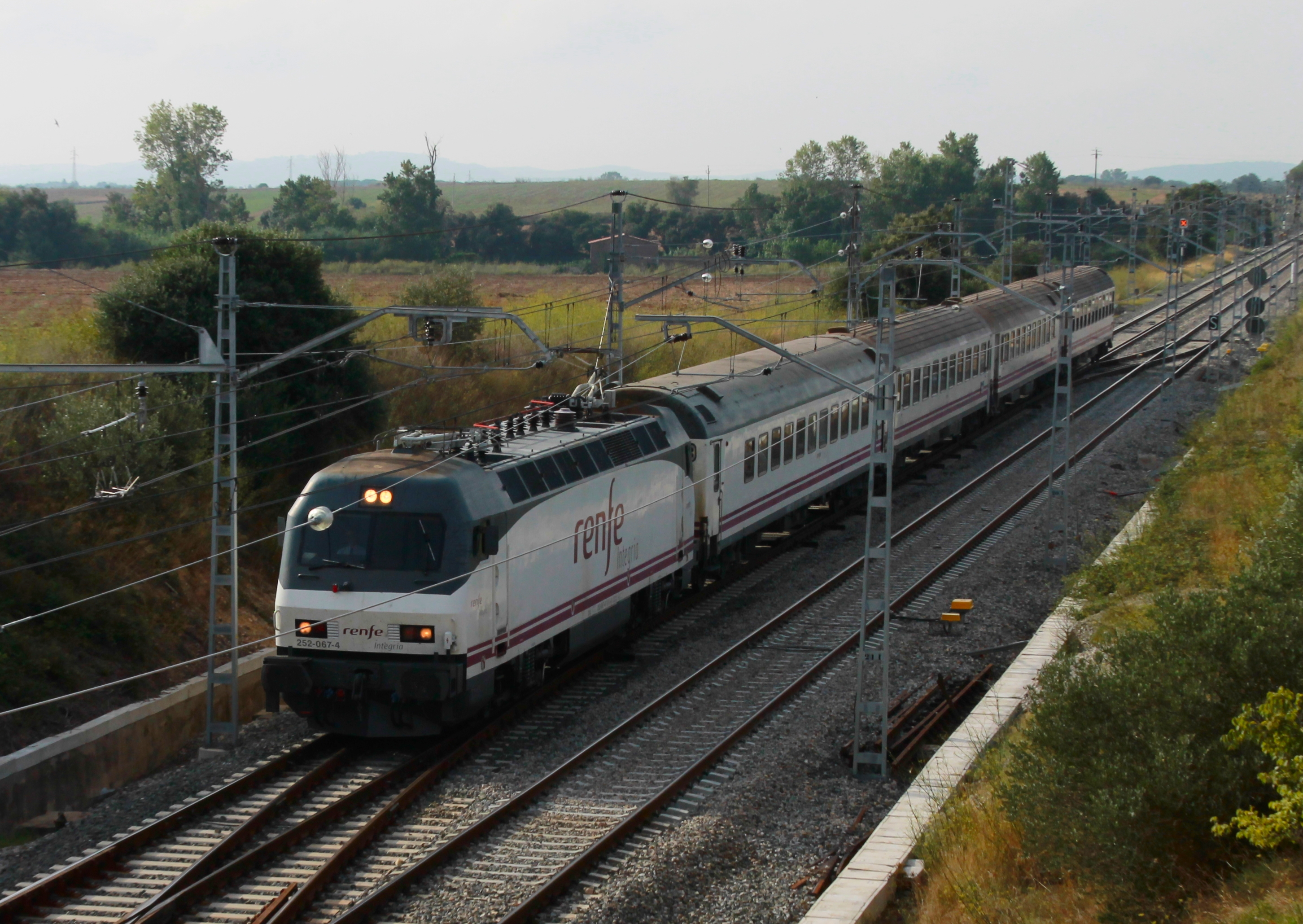
Estrella járat a vonalon
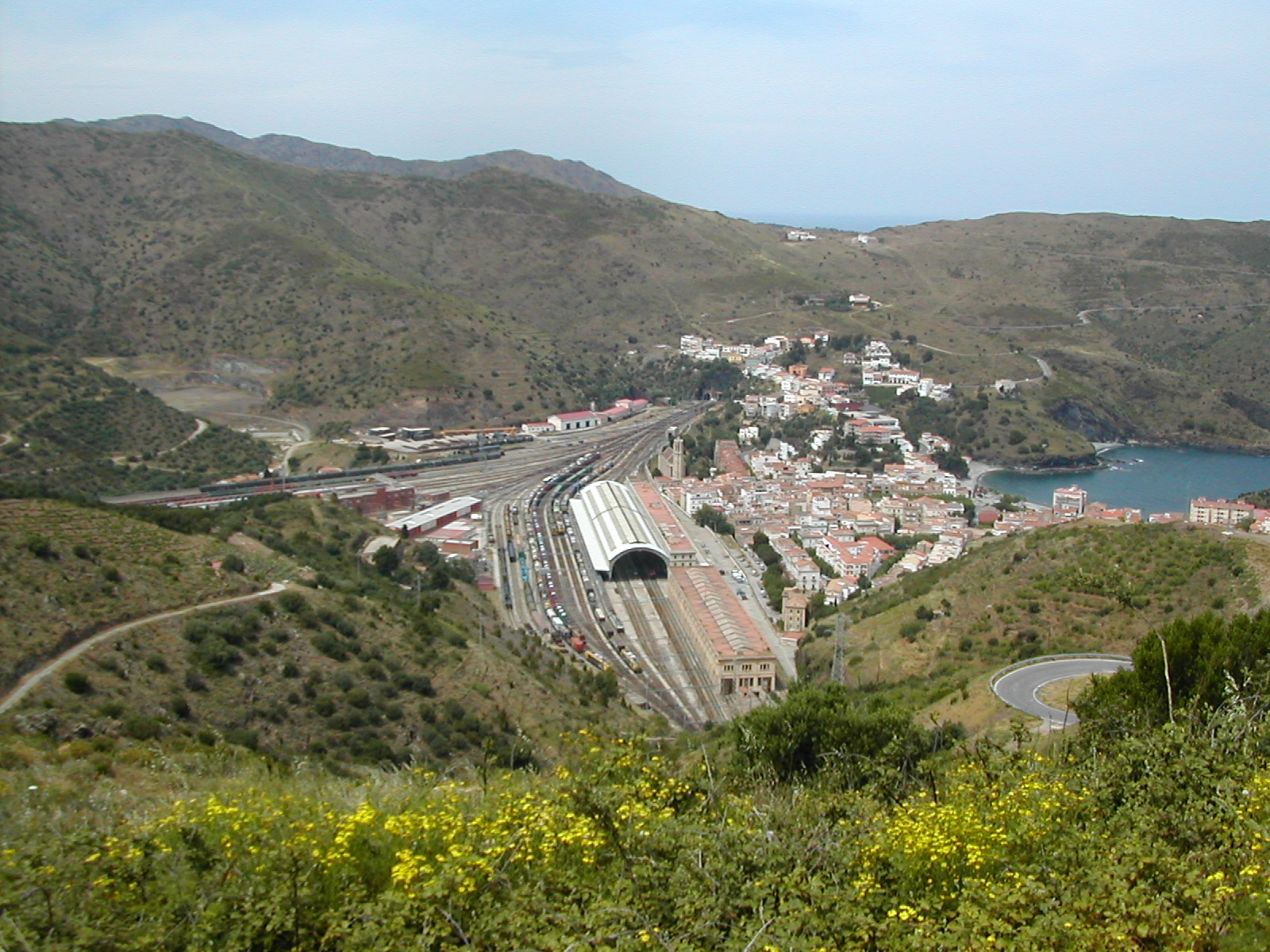
Portbou
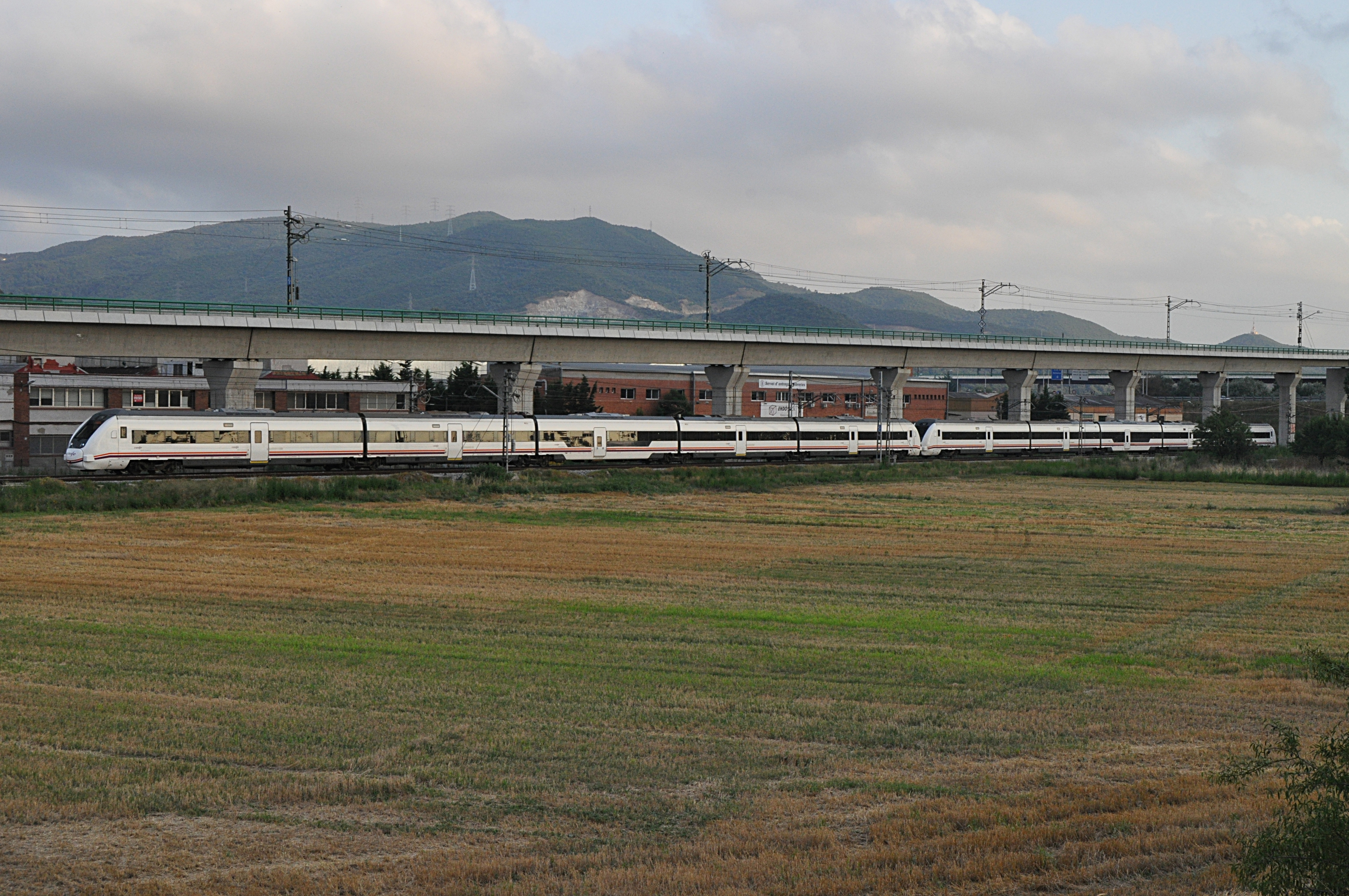
Mollet del Vallès